# Lijst van nummer 1-hits in de Nederlandse Top 40 in 1981
Deze hits stonden in 1981 op nummer 1 in de Nederlandse Top 40.
| Nummer | Datum        | Artiest                 | Titel                                    |
| ------ | ------------ | ----------------------- | ---------------------------------------- |
| 248    | 3 januari    | Roland Kaiser           | Santa Maria                              |
| 249    | 10 januari   | The Kinks               | Lola (Live)                              |
|        | 17 januari   | The Kinks               | Lola (Live)                              |
|        | 24 januari   | The Kinks               | Lola (Live)                              |
|        | 31 januari   | The Kinks               | Lola (Live)                              |
| 250    | 7 februari   | Doris D and the Pins    | Shine Up                                 |
|        | 14 februari  | Doris D and the Pins    | Shine Up                                 |
| 251    | 21 februari  | Stars on 45             | Stars on 45                              |
|        | 28 februari  | Stars on 45             | Stars on 45                              |
|        | 7 maart      | Stars on 45             | Stars on 45                              |
|        | 14 maart     | Stars on 45             | Stars on 45                              |
| 252    | 21 maart     | Phil Collins            | In the Air Tonight                       |
|        | 28 maart     | Phil Collins            | In the Air Tonight                       |
|        | 4 april      | Phil Collins            | In the Air Tonight                       |
| 253    | 11 april     | Ultravox                | Vienna                                   |
|        | 18 april     | Ultravox                | Vienna                                   |
|        | 25 april     | Ultravox                | Vienna                                   |
| 254    | 2 mei        | Frank Duval & Orchestra | Angel of Mine                            |
|        | 9 mei        | Frank Duval & Orchestra | Angel of Mine                            |
| 255    | 16 mei       | Bucks Fizz              | Making Your Mind Up                      |
|        | 23 mei       | Bucks Fizz              | Making Your Mind Up                      |
| 256    | 30 mei       | Champaign               | How 'bout Us                             |
|        | 6 juni       | Champaign               | How 'bout Us                             |
|        | 13 juni      | Champaign               | How 'bout Us                             |
|        | 20 juni      | Champaign               | How 'bout Us                             |
|        | 27 juni      | Champaign               | How 'bout Us                             |
|        | 4 juli       | Champaign               | How 'bout Us                             |
|        | 11 juli      | Champaign               | How 'bout Us                             |
|        | 18 juli      | Champaign               | How 'bout Us                             |
| 257    | 25 juli      | Michael Jackson         | One Day in Your Life                     |
|        | 1 augustus   | Michael Jackson         | One Day in Your Life                     |
|        | 8 augustus   | Michael Jackson         | One Day in Your Life                     |
|        | 15 augustus  | Michael Jackson         | One Day in Your Life                     |
| 258    | 22 augustus  | Rubberen Robbie         | De Nederlandse sterre die strale overal! |
|        | 29 augustus  | Rubberen Robbie         | De Nederlandse sterre die strale overal! |
|        | 5 september  | Rubberen Robbie         | De Nederlandse sterre die strale overal! |
| 259    | 12 september | Sheena Easton           | For Your Eyes Only                       |
|        | 19 september | Sheena Easton           | For Your Eyes Only                       |
| 260    | 26 september | Anita Meyer             | Why Tell Me, Why                         |
|        | 3 oktober    | Anita Meyer             | Why Tell Me, Why                         |
|        | 10 oktober   | Anita Meyer             | Why Tell Me, Why                         |
|        | 17 oktober   | Anita Meyer             | Why Tell Me, Why                         |
|        | 24 oktober   | Anita Meyer             | Why Tell Me, Why                         |
|        | 31 oktober   | Anita Meyer             | Why Tell Me, Why                         |
| 261    | 7 november   | The Police              | Every Little Thing She Does Is Magic     |
|        | 14 november  | The Police              | Every Little Thing She Does Is Magic     |
|        | 21 november  | The Police              | Every Little Thing She Does Is Magic     |
| 262    | 28 november  | Alvin Stardust          | Pretend                                  |
|        | 5 december   | Alvin Stardust          | Pretend                                  |
| 263    | 12 december  | Queen & David Bowie     | Under Pressure                           |
| 264    | 19 december  | Diana Ross              | Why Do Fools Fall in Love                |
|        | 26 december  | Diana Ross              | Why Do Fools Fall in Love                |